# Bryan Herta
Bryan John Herta (Warren, 23 maggio 1970) è un pilota automobilistico statunitense.

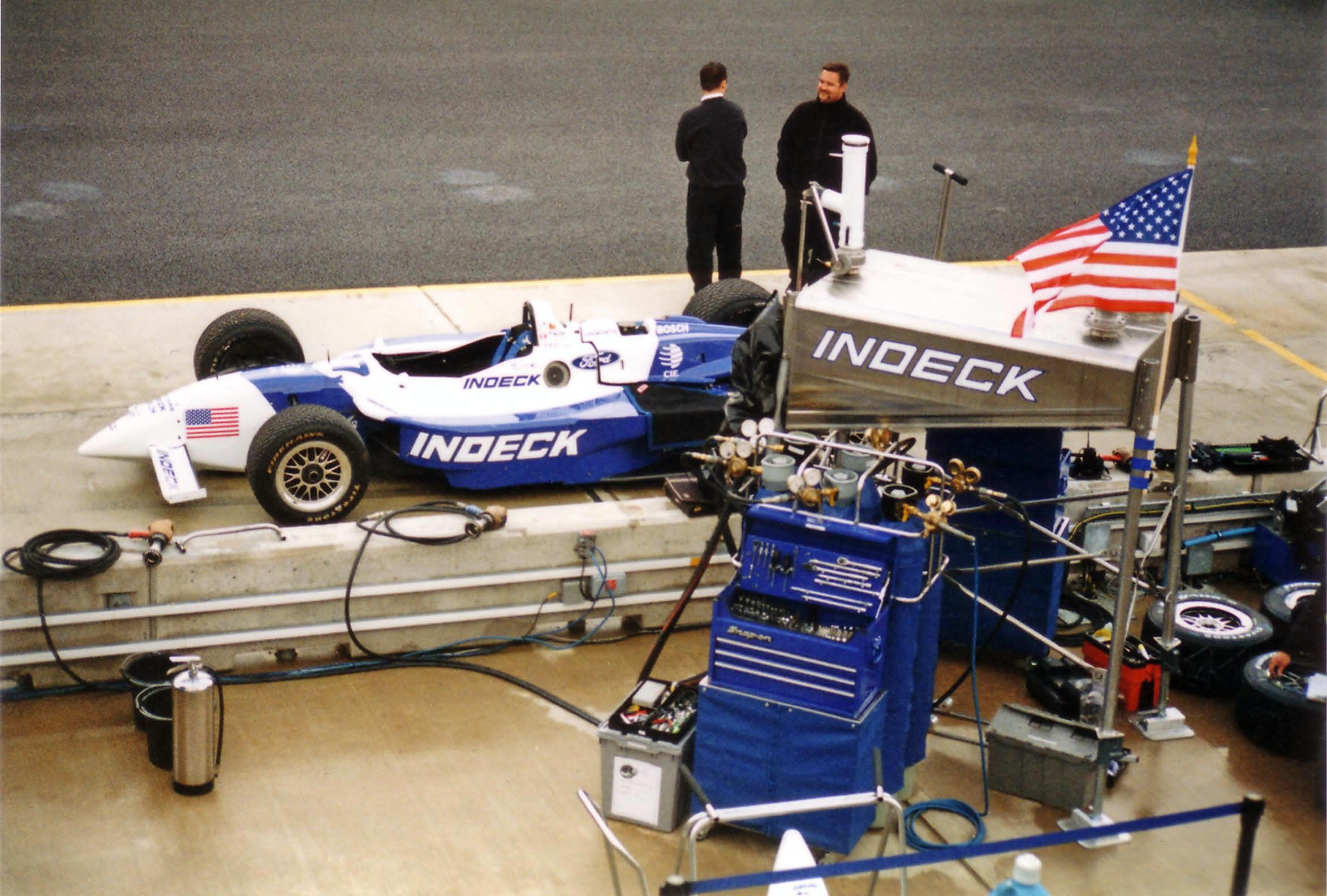
L'auto di Herta a Rockingham nel 2001

Corse nella serie CART dal 1994 al 2003, ottenendo 2 vittorie e terminando il campionato all'ottavo posto nelle edizioni 1996 e 1998.
Nella seconda parte del campionato di Formula 1 del 2002 dopo vari accordi con il manager Paul Stoddart sembrò destinato a sostituire per due GP il malese Alex Yoong nella scuderia Minardi, preferendogli alla fine Anthony Davidson. 
Alla 500 Miglia di Indianapolis 2005 si classificò terzo a bordo di una Dallara del team Andretti Green Racing.
Attualmente gestisce il suo team Bryan Herta Autosport nel campionato Indy Lights Series.
Suo figlio Colton (nato nel 2000), ha vinto ad Austin il secondo round della stagione IndyCar 2019, diventando così il più giovane vincitore nella storia della categoria.

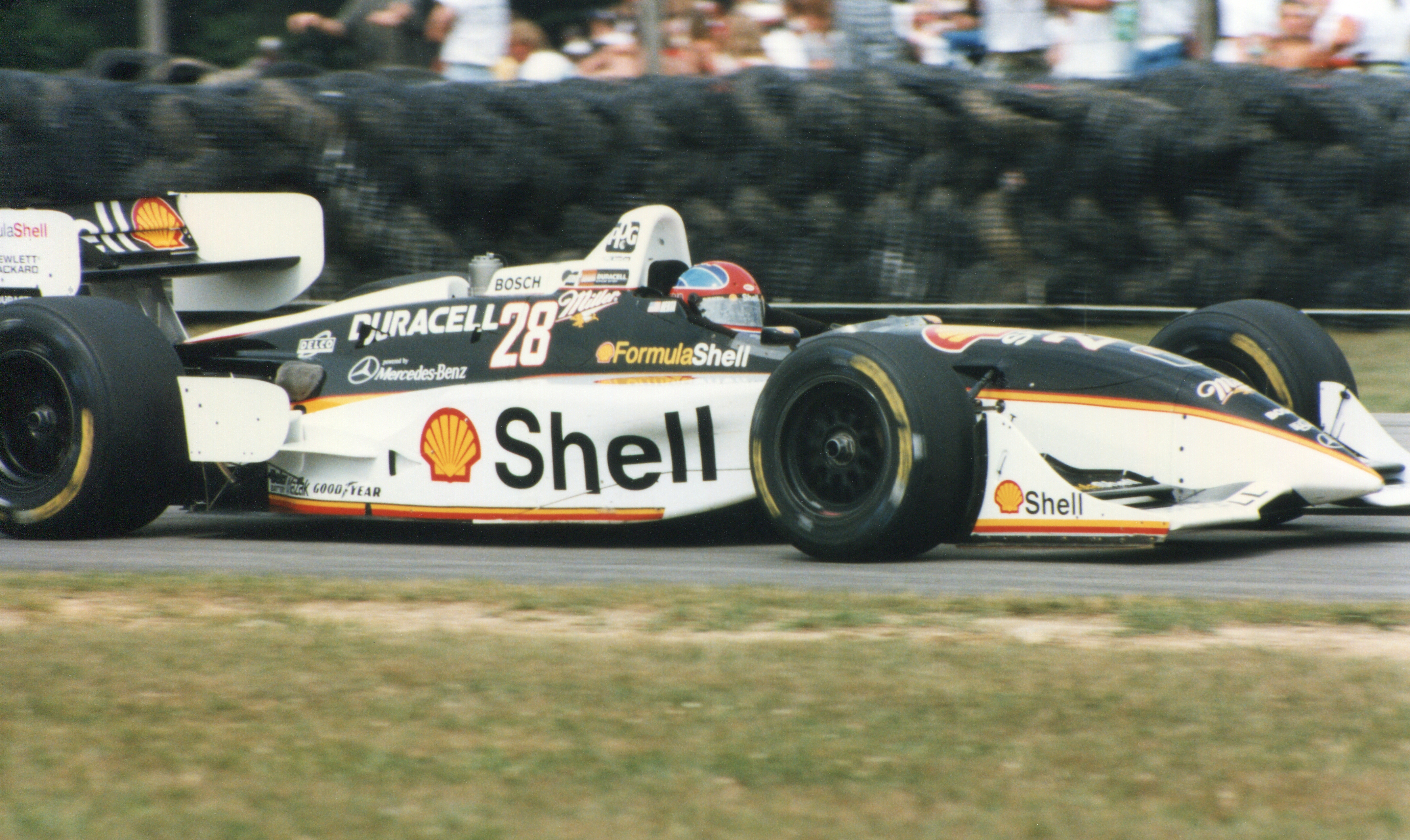
Bryan Herta con la vettura del Team Rahal nel 1996